# Amazona autumnalis lilacina
O Amazona autumnalis lilacina é uma subespécie de Papagaio-diadema. Em 2009, o zoológico de Chester, tentou criar uma espécie de "agência de namoro" para tais animais, na tentativa de procriação em cativeiro.